# Всехсвятское (Ярославская область)
Всехсвятское — село в Первомайском районе Ярославской области, входит в состав Кукобойского сельского поселения, относится к Семеновскому сельскому округу.

## География
Расположено на берегу реки Шелекша в 6 км на северо-восток от села Семеновского, в 13 км на юго-запад от центра поселения села Кукобой и в 54 км на северо-запад от райцентра посёлка Пречистое. 

## История
Каменная церковь с колокольней в селе построена в 1824 году. Престолов было три: Рождества Христова, Смоленской Божьей Матери и Всех Святых. 
В конце XIX — начале XX века село входило в состав Меленковской волости Пошехонского уезда Ярославской губернии.
С 1929 года село входило в состав Семеновского сельсовета Первомайского района, с 2005 года — в составе Кукобойского сельского поселения.

## Население
| 1859 | 1914 | 2002 | 2007 | 2010 |
| ---- | ---- | ---- | ---- | ---- |
| 250  | ↗404 | ↘210 | ↘195 | ↘189 |

## Инфраструктура
В селе расположены Всехсвятская Основная школа, отделение почтовой связи.